# Pussigny
Pussigny település Franciaországban, Indre-et-Loire megyében. Lakosainak száma 160 fő (2022. január 1.). Pussigny Antogny-le-Tillac, Marigny-Marmande, Ports-sur-Vienne, Les Ormes és Port-de-Piles községekkel határos.

## Népesség
A település népességének változása:
| Lakosok száma | 209  | 160  | 162  | 195  | 178  | 172  | 168  | 166  | 164  | 160  |
|               | 1968 | 1982 | 1990 | 2006 | 2013 | 2015 | 2017 | 2019 | 2020 | 2022 |